# Вільгір
Вільгі́р — село в Україні, у Рівненському районі Рівненської області, орган місцевого самоврядування — Бугринська сільська рада. Населення становить 491 особу (станом на 2001 рік). Село розташоване на південному заході Рівненського району. За 10,9 кілометра від Гощі та за 22.5 кілометрів від Острога.

## Географія
Село розташоване на лівому березі річки Горинь. Відстань до Києва — 263,0 км.
| Клімат Вільгора         | Клімат Вільгора | Клімат Вільгора | Клімат Вільгора | Клімат Вільгора | Клімат Вільгора | Клімат Вільгора | Клімат Вільгора | Клімат Вільгора | Клімат Вільгора | Клімат Вільгора | Клімат Вільгора | Клімат Вільгора | Клімат Вільгора |
| Показник                | Січ.            | Лют.            | Бер.            | Квіт.           | Трав.           | Черв.           | Лип.            | Серп.           | Вер.            | Жовт.           | Лист.           | Груд.           | Рік             |
| Середній максимум, °C   | −2,4            | −1,4            | 3,4             | 12,4            | 19,1            | 22,9            | 23,8            | 23,0            | 18,4            | 12,1            | 5,0             | 0,0             | 11,4            |
| Середня температура, °C | −5,5            | −4,6            | −0,3            | 7,5             | 13,6            | 17,5            | 18,5            | 17,6            | 13,3            | 7,9             | 2,4             | −2,6            | 7,1             |
| Середній мінімум, °C    | −8,5            | −7,7            | −3,9            | 2,6             | 8,1             | 12,1            | 13,3            | 12,2            | 8,3             | 3,7             | −0,2            | −5,1            | 2,9             |
| Норма опадів, мм        | 35              | 31              | 29              | 44              | 61              | 86              | 90              | 69              | 56              | 40              | 41              | 43              | 625             |
| ----------------------- | --------------- | --------------- | --------------- | --------------- | --------------- | --------------- | --------------- | --------------- | --------------- | --------------- | --------------- | --------------- | --------------- |
| Джерело:                |                 |                 |                 |                 |                 |                 |                 |                 |                 |                 |                 |                 |                 |

У західній частині села розміщується Крейдярня — родовище крейди.[джерело?]

## Історія
До найдавнішої з відомих писемних згадок про село Вільгір (староукр. - Велъгор), належить запис у литовській метриці датований 1484 роком. Це лист короля польського і великого князя литовського Казимира IV Ягеллончика до маршалка Волинської землі Олізара Шиловича, за яким село Вільгір, що перебувало на той час у володінні волинських бояр Івашка Бабинського та Сенька Мокосія-Денисковича, мало бути віддане боярину Юхну Зенковичу Кидійовичу за його шлюб з онукою Івашка Бабинського — Євдокією Андріївною Денисківною. Юхно Зенкович та Євдокія Денисківна є засновниками нової гілки волинського роду Кирдійовичів - Вільгорських. Їхні діти Андрій та Федір вже носили прізвище - Вільгорські, а село Вільгір стало родовим гніздом цього роду.
У 1590 році, під час поділу сіл Вільгора, Симонова, Угольців і Завизова між синами Льва Андрійовича Вільгорського, згадується "Святої Покрови свято руське - празник вільгорський", що вказує на існування в селі Вільгір церкви Святої Покрови та престольного празника в день цього свята, вже на той час.
Протягом XV—XVIII ст. село Вільгір було важливим річковим портом. Частинами села володіли волинські шляхтичі Вільгорські, Бабинські, Мокосії-Денисковичі, Хребтовичі-Богуринські, Єловицькі та інші. 
У XV—XVIст. Вільгір — село Луцького повіту, Волинського воєводства у Великому Князівстві Литовському. 
Від червня 1569 року — Луцького повіту, Волинського воєводства у Короні Польській Речі Посполитої.
Під час Козацької революції 1648 - 1657 років Вільгір було спустошено козаками й татарами.
З 1795 року Острозький повіт (Заславського) Волинського намісництва, а згодом Волинської губернії Російської імперії.
У 1906 році село Бугринської волості Острозького повіту Волинської губернії. Відстань від повітового міста 21 верст, від волості 4. Дворів 125, мешканців 647.
У 1918—1920 роках Погоринський край Української Народної Республіки.
З 1921 року Бугринська ґміна Ровенського повіту Волинського воєводства.
З вересня 1939 по червень 1941 року Гощанський район Ровенської області УРСР.
З 1942 року по лютий 1944 року Рейхскомісаріат Україна, генеральний округ Волинь і Поділля, округ Рівне.
29 лютого 1944 року в селі Сіянці, що неподалік, місцевими повстанцями було випадково смертельно поранено в сідницю генерала Червоної армії Миколу Ватутіна, який їхав з Рівного до Славути. Після цього почалися зачистки спецзагонами НКВД, зокрема насильна відправка на фронт і масові депортації до Казахстану та Сибіру. Бої повстанців УПА (переважно місцеві) проти більшовиків продовжувалися на цих теренах до кін. 1950-х років. В цьому районі діяла сотня отамана «Калини».
З 1945 року до 1991 року Гощанський район Ровенської області. УРСР.
З 1991 року по 2021 рік Гощанський район Рівненської області, Україна.
З 1 січня 2021 року Бугринська ТГ, Рівненського району Рівненської області, Україна.

## Населення
Станом на 1989 рік у селі проживало 550 осіб, серед них — 253 чоловіки і 297 жінок.
За даними перепису населення 2001 року у селі проживала 491 особа. Рідною мовою назвали:
| Мова       | Кількість осіб | Відсоток |
| ---------- | -------------- | -------- |
| українська | 489            | 99,59 %  |
| російська  | 2              | 0,41 %   |

## Пам'ятки
- Покровська церква[d] і дзвіниця[d];
- Пам'ятник воїнам-односельчанам[d];
- Городище[d];
- Курган[d] (ІІ пол. ІІІ тис. до н. е. — І пол. ІІ тис. до н.е);
- Курган (II пол. III тис. до н. е. — I пол. II тис. до н. е.);

## Відомі уродженці та історичні персонажі
- Юхно Зенкович Кирдійович — засновник роду Вільгорських.
- Вільгорський Матвій Юрійович — відомий віолончеліст
- Вільгорський Михайло Юрійович — музичний діяч, композитор, меценат. Допомагав у викупі з кріпацтва Тараса Шевченка.
- Вільгорський Олександр — піаніст, композитор, музикознавець.
- Цинко Павло Максимович (1921-?) — сотенний УПА;